# Hypo-Meeting 2011
Hypo-Meeting 2011 – mityng lekkoatletyczny w konkurencjach wielobojowych rozegrany 28 i 29 maja w Götzis w Austrii. Zawody były trzecią odsłoną cyklu IAAF World Combined Events Challenge w sezonie 2011.

## Rezultaty
| Konkurencja:           | 1. miejsce    | Rezultat  | 2. miejsce       | Rezultat  | 3. miejsce             | Rezultat     |
| Dziesięciobój mężczyzn | Trey Hardee   | 8689 pkt. | Leonel Suárez    | 8440 pkt. | Mikk Pahapill          | 8398 pkt. PB |
| Siedmiobój kobiet      | Jessica Ennis | 6790 pkt  | Tatiana Czernowa | 6539 pkt. | Antoinette Nana Djimou | 6409 pkt. PB |